# Koreatown (Manhattan)

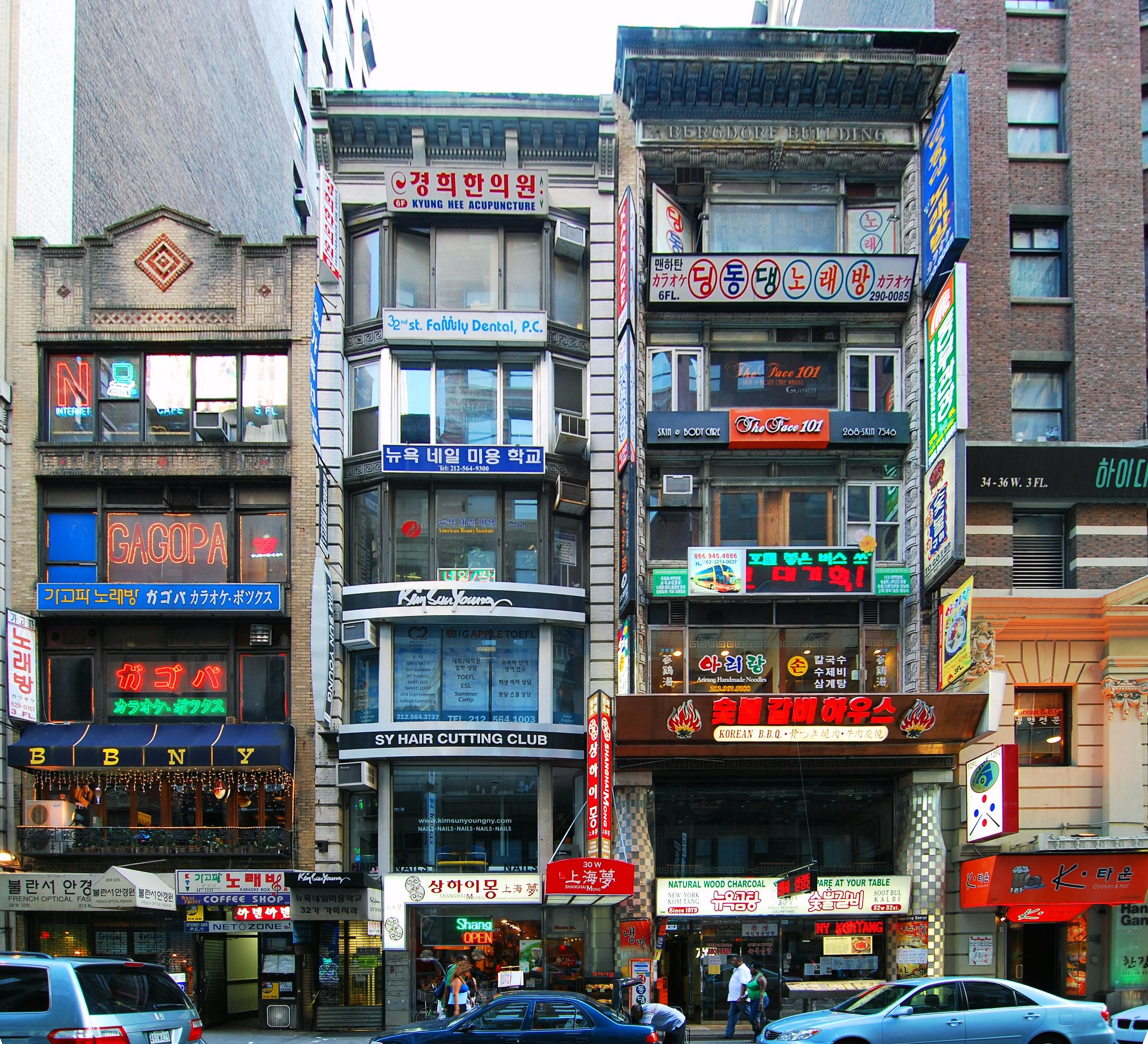
Calle A en Koreatown, Manhattan, 2009.

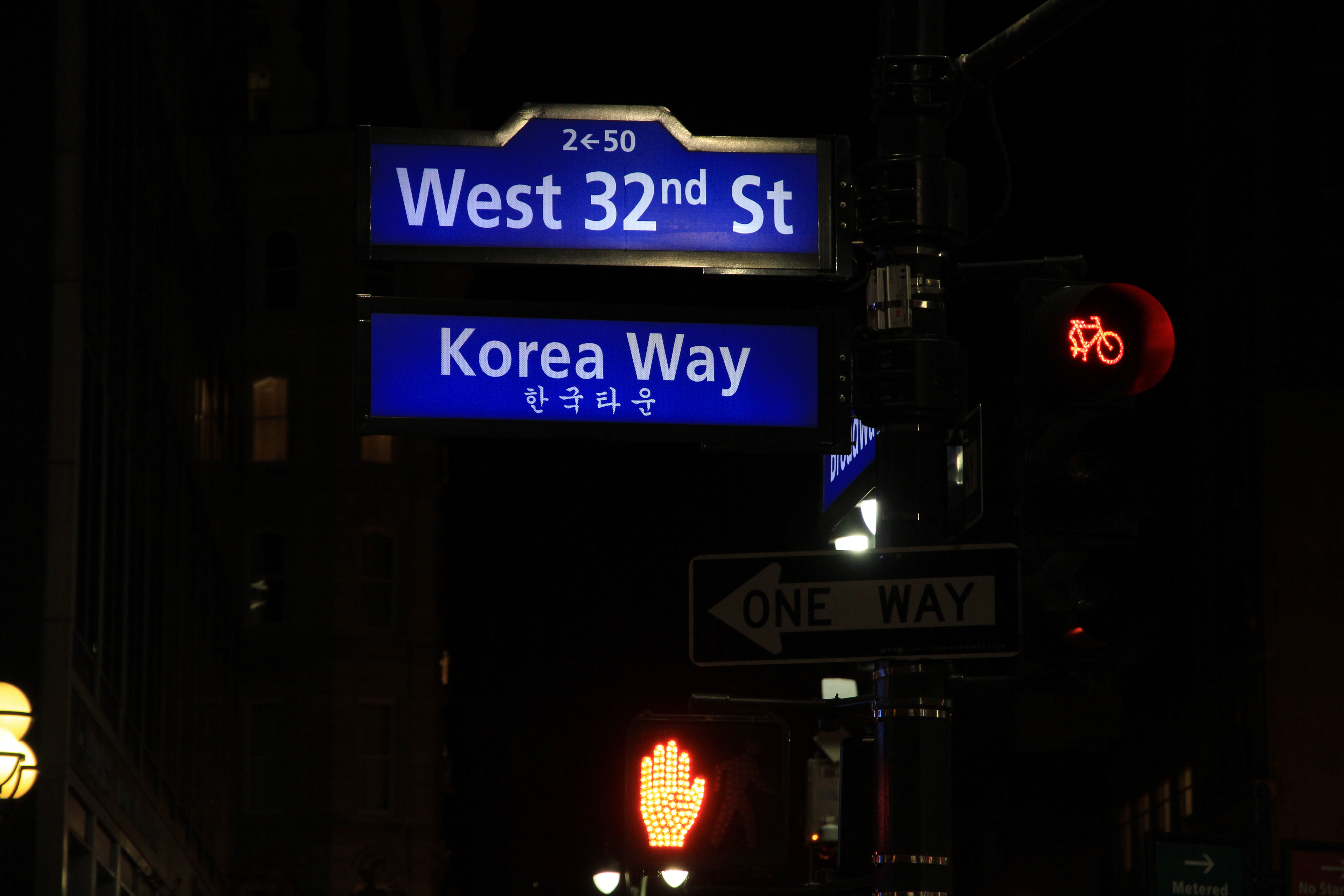
Korea Way en Koreatown

Koreatown, o K-town a como los neoyorquinos lo llaman, es un barrio ubicado en la Ciudad de Nueva York en el borough de Manhattan, y limita con las calles 31 y 36 y la Quinta Avenida y la Sexta Avenida. Su ubicación en Midtown Manhattan es muy reconocida, ya que se encuentra muy cerca el Edificio Empire State y Macy's. El punto más denso de "K-town" se encuentra ubicado en la Calle 32 entre la Quinta Avenida y Broadway, oficialmente llamado "Korea Way". Koreatown es principalmente un distrito comercial de comerciantes coreanos, ya que pocas personas viven en la zona. Además, hay más restaurantes en Koreatown que residentes coreanos, ya que gran parte de los residentes coreanos de Nueva York viven en los boroughs de las afueras, especialmente alrededor y en Flushing, Queens.
Según el Censo de los Estados Unidos, la comunidad coreaestadounidense ha incrementado de 69,718 en 1990 a 86,473 en 2000.
A pesar de que Manhattan no cuenta oficialmente con un distrito comercial coreano, ni tampoco hubo planes para crear uno, debido a las bajas rentas, y el alto tráfico de personas y su proximidad al Empire State, el Garment District, Flower District (entre otros), fue un lugar ideal para los inmigrantes coreanos en moverse ahí.